# Viehstraße 39 (Mönchengladbach)

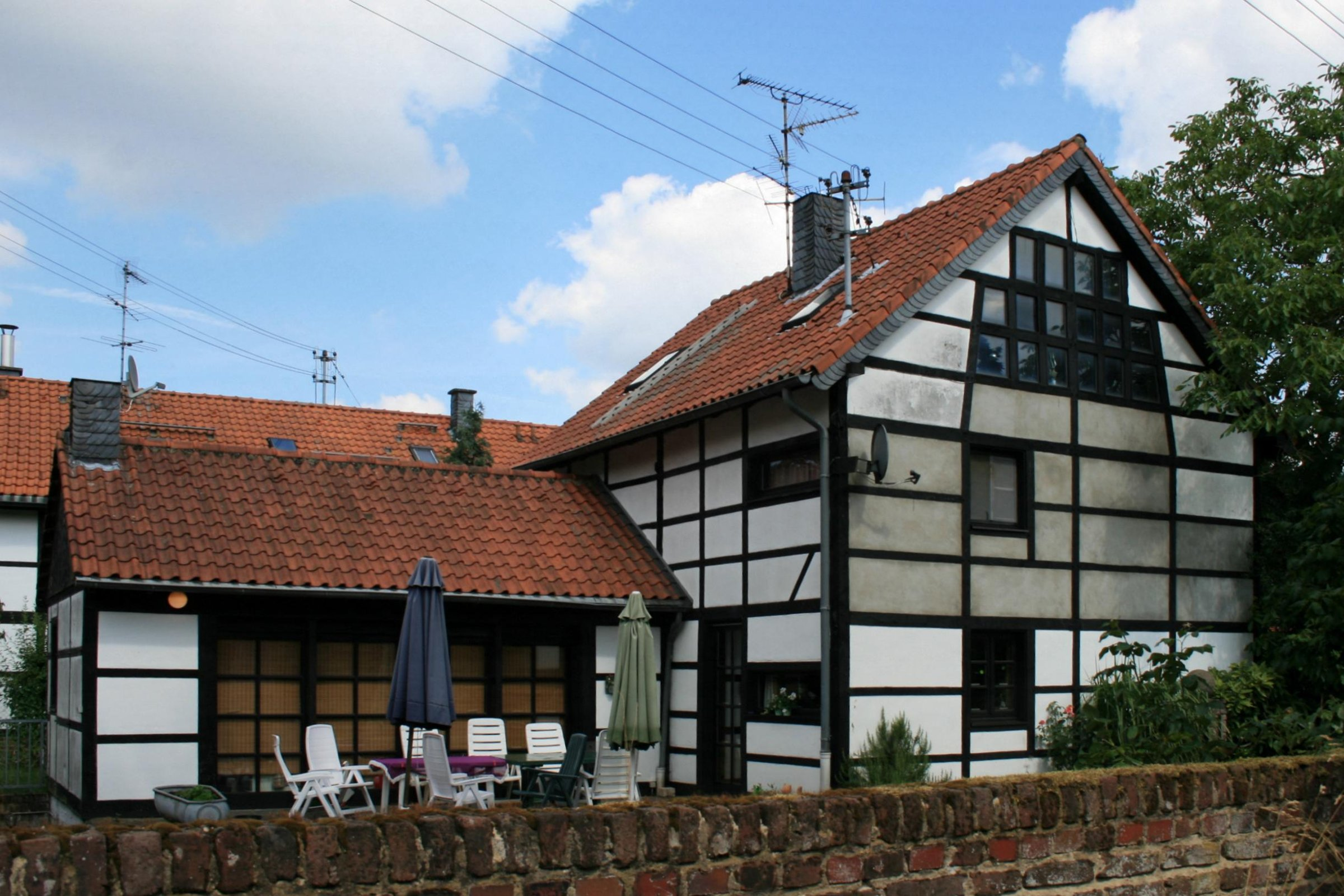
Fachwerkhaus (2010)

Das Wohnhaus Viehstraße 39 steht im Stadtteil Rheindahlen in Mönchengladbach (Nordrhein-Westfalen).
Das Baujahr des Gebäudes ist unbekannt. Es wurde unter Nr. V 007 am 4. Dezember 1984 in die Denkmalliste der Stadt Mönchengladbach eingetragen.

## Lage
Im ländlichen Gebiet zwischen dem Ortskern Rheindahlen und dem Ortsteil Dorthausen liegt am Rande der „Großen Heide“ die Viehstraße mit Restsubstanzen von alten Bauernhöfen und Fachwerkgebäuden. 

## Architektur
Das Objekt Nr. 39 ist ein zweigeschossiges Fachwerkhaus in Ständerbauweise mit einem Satteldach und traufenständiger Anordnung zur Viehstraße.